# Copa América de Ciclismo de 2005
A Copa América de Ciclismo de 2005 foi a quinta edição da Copa América de Ciclismo, que ocorreu no dia 9 de janeiro de 2005 em São Paulo. Foi realizada no autódromo de Fórmula 1 de Interlagos, no circuito de 4.3 quilômetros. A prova abriu o calendário nacional de ciclismo de 2005 e foi um evento de categoria 1.2 no circuito UCI America Tour, novo formato do calendário internacional de ciclismo que estreou em 2005 (a Copa América foi a 2ª prova disputada válida pelos circuitos continentais). No masculino, a decisão foi para o sprint final e a vitória ficou com Nilceu dos Santos. Já no feminino, Clemilda Fernandes venceu isolada.
Um total de R$ 21.000 foi distribuído em premiações, divididos entre os primeiros colocados das provas masculina e feminina, além de R$ 200 distríbuidos para o vencedor de cada meta volante, ou seja, o ciclista que fechava a volta em primeiro lugar. A elite masculina percorreu 8 voltas no Autódromo, em um total de 33,6 quilômetros, ao passo que a elite feminina percorreu 5 voltas, totalizando 21,5 quilômetros. Além das elites do ciclismo nacional, a prova também ocorreu para outras 9 categorias (3 a mais que no ano anterior).

## Resultados

### Masculino
238 ciclistas largaram para os 33,6 quilômetros de prova no circuito em Interlagos. No início da terceira volta, vários atletas se envolveram em uma queda que tirou diversos ciclistas da prova. Duas equipes consideradas favoritas, a Memorial - Santos e a Extra - Suzano, tiveram 5 ciclistas envolvidos que acabaram por abandonar a corrida. Outro ciclista que abandonou foi Márcio May, que na Copa América de 2004 havia protagonizado uma fuga sozinho, chegando perto da vitória, mas sendo alcançado na última volta.
No final, nenhuma fuga conseguiu ter sucesso e a vitória parecia destinada a ser decidida no sprint até que Cristian Leon e Marcos Novello dispararam no último quilômetro e abriram uma vantagem para o pelotão. Quando a prova parecia decidida nessa fuga, Nilceu dos Santos acelerou no sprint e ultrapassou a dupla nos metros finais, batendo Leon na chegada por poucos metros. O argentino ficou com a 2ª colocação, enquanto Novello foi o 3º. Os demais ciclistas do pelotão chegaram 5 segundos após o vencedor, com Rodrigo Mendieta garantindo a 4ª colocação. 
|    | Ciclista              | Equipe                                        | Tempo   |
| -- | --------------------- | --------------------------------------------- | ------- |
| 1  | Nilceu dos Santos     | Scott - Marcondes César - São José dos Campos | 45' 52" |
| 2  | Cristian Leon         | Monti                                         | m.t.    |
| 3  | Marcos Novello        | São Lucas - Mônaco - SAP                      | + 1"    |
| 4  | Rodrigo Mendieta      | São Bernardo                                  | + 5"    |
| 5  | Raul Turano           | Monti                                         | + 5"    |
| 6  | Rodrigo De Melo Brito | Extra - Suzano                                | + 5"    |
| 7  | Mac Donald Fernandes  | Cesc - Nossa Caixa - São Caetano              | + 5"    |
| 8  | André Luiz Pulini     | São Lucas - Mônaco - SAP                      | + 5"    |
| 9  | Roberto Pinheiro      | Seleção do Nordeste                           | + 5"    |
| 10 | Neilson Fernandes     | Garra - Goiás                                 | + 5"    |

### Feminino
A prova feminina percorreu 5 voltas no circuito. A exemplo da vitória da prima Uênia Fernandes na Copa América de 2004, Clemilda Fernandes conseguiu escapar do pelotão antes da metade da prova e levou a vitória isolada, chegando 24 segundos à frente de Débora Gerhard, na 2ª colocação, e mais de 2 minutos e meio à frente de Janildes Fernandes, em 3º. Com isso, Clemilda manteve a dominação da "família Fernandes" na Copa América, que venceu pela terceira vez em três edições do evento para a categoria elite feminino.
|   | Ciclista           | Equipe                                        | Tempo    |
| - | ------------------ | --------------------------------------------- | -------- |
| 1 | Clemilda Fernandes | Cairu                                         | 35' 47"  |
| 2 | Débora Gerhard     | Scott - Marcondes César - São José dos Campos | + 24"    |
| 3 | Janildes Fernandes | Cairu                                         | + 2' 37" |
| 4 | Rosane Kirch       | F.E. Londrina - Vzan                          | + 2' 38" |
| 5 | Uênia Fernandes    | Cairu                                         | + 2' 46" |
| 6 | Carla Camargo      | Scott - Marcondes César - São José dos Campos | + 2' 54" |
| 7 | Patricia Moreira   | Memorial - Santos                             | + 2' 54" |

### Demais Categorias
| Categoria         | Vencedor                          |
| ----------------- | --------------------------------- |
| Open Speed        | Valmir da Silva                   |
| Júnior Masculino  | Carlos Manarelli                  |
| Júnior Feminino   | Sandra Fernandes da Silva         |
| Juvenil Masculino | Gilmar Elias Batista Júnior       |
| Juvenil feminino  | Raquel Lemos Borges de Figueiredo |
| Kids              | Vítor Campos Santo                |
| Open Masters      | Nivaldo Santana de Abreu          |
| Free Power MTB    | Márcio Ferreira Ditai             |
| Free Power Speed  | Alberto Delila Santiago           |

## Ligações Externas
- Resultados no Cycling News (ing)